# L'Aventure Michelin
L'Aventure Michelin (Het Michelinavontuur) is een museum in de stad Clermont-Ferrand over de geschiedenis van het Franse bedrijf Michelin. In het museum is de ontwikkeling te volgen van het gebruik van rubber voor luchtbanden voor diverse voertuigen. De informatie in het museum is in het Frans en Engels aangegeven.

## Museumroute
De museumroute begint met de ontwikkeling van rubberen banden, omdat de gebroeders Michelin op het idee kwamen om naast stuiterballen rubber ook te gebruiken voor banden. Ze stichtten het bedrijf in het jaar 1889. Michelin had in het jaar 1891 de opblaasbare fietsband ontwikkeld, die verwisseld kon worden. Door sponsoring van wielerwedstrijden, zoals Parijs-Brest-Parijs, werd deze gepromoot. Vervolgens is de ontwikkeling van banden te zien voor respectievelijk rijtuigen, landbouwvoertuigen, auto's, vrachtwagens en motorfietsen. Hierbij is ook te zien hoe er banden worden gemaakt uit de grondstoffen rubber, zwavel, katoen en staal. Ook het pionieren van Michelin met militaire vliegtuigen rond de Eerste Wereldoorlog komt aan bod. Tot slot wordt de ontwikkeling van de staalgordelband uit de doeken gedaan. Dit type band is energiezuiniger en slijt minder snel dan de diagonaalband.

## Railbus Micheline
In de eerste helft van de twintigste eeuw ontwikkelde Michelin voertuigen op banden voor gebruik op het reguliere spoor. Reizigers vonden het comfort fijn, maar dit werd geen groot succes. Bij de receptie van het museum staat wel een witte Micheline genaamd Vintsy. Deze railbus werd in 1952 gebouwd en jarenlang in Madagaskar gebruikt. Na jaren niet gebruikt te zijn geweest, werd deze aldaar opgeknapt en naar het museum gebracht.

## Reclamecampagnes
Het concern staat bekend om zijn reclamecampagnes onder leiding van het Michelinmannetje Bibendum. Deze figuur was in de beginjaren uit fietsbanden opgebouwd en daarna uit autobanden. Naast sponsoring van de wielersport in de eerste decennia van zijn bestaan was het bedrijf tussen 1977 en 2001 betrokken bij de Formule 1. In het museum komen ook de reisgidsen en wegenkaarten van Michelin aan bod, die als doel hadden om het gebruik van banden te stimuleren.